# Bob Walkup
Robert E. "Bob" Walkup (Ames, Iowa; 14 de noviembre de 1936-Tucson, Arizona; 12 de marzo de 2021) fue un ingeniero industrial y político estadounidense.

## Primeros años
Walkup nació en Ames, Iowa el 14 de noviembre de 1936. Su padre era profesor de ingeniería en la Universidad Estatal de Iowa. Obtuvo una licenciatura en ingeniería industrial de la Universidad Estatal de Iowa, antes de servir en el Cuerpo de Ingenieros del Ejército de los Estados Unidos. A su regreso del servicio militar, trabajó en la industria aeroespacial durante 35 años. Fue empleado de Rockwell International, Fairchild Republic y Hughes Aircraft Company. Mientras trabajaba en Rockwell International, supervisó en Fairchild Republic la producción del Fairchild-Republic A-10 Thunderbolt II. También se desempeñó como presidente del Consejo Económico de Tucson.

## Alcalde de Tucson
Walkup fue elegido alcalde por primera vez el 2 de noviembre de 1999, derrotando a la exconcejal demócrata Molly McKasson y al empresario local Bob Beaudry. Beneficiándose de una división en el voto demócrata, asumió el cargo el 6 de diciembre de 1999, sucediendo al alcalde de Tucson durante dos mandatos, George Miller, quien se retiró de su cargo como el funcionario con más años de servicio en la ciudad. Se convirtió en el primer alcalde republicano de Tucson desde 1983.
Fue reelegido para un segundo mandato el 4 de noviembre de 2003, derrotando por estrecho margen al exalcalde demócrata Thomas Volgy.
Fue reelegido para un tercer mandato el 6 de noviembre de 2007, derrotando al candidato del Partido Verde con el 72% de los votos después de que los demócratas optaron por no presentar un candidato.
Walkup anunció el 22 de febrero de 2011 que no buscaría la reelección después de que su mandato actual terminara en diciembre. El demócrata Jonathan Rothschild ganó las elecciones y asumió el cargo el 5 de diciembre de 2011.

## Vida personal
Estuvo casado con su segunda esposa, Beth LaRouche durante más de 30 años hasta su muerte. El matrimonio tuvo cinco hijos.
Walkup murió la noche del 12 de marzo de 2021 en su casa en el centro de Tucson, a causa de una fibrosis pulmonar idiopática. Tenía 84 años.